# Estação Angrignon
A Estação Angrignon é uma das estações do Metrô de Montreal, situada em Montreal, ao lado da Estação Monk. É uma das estações terminais da Linha Verde.
Foi inaugurada em 03 de setembro de 1978. Localiza-se no Boulevard des Trinitaires. Atende o distrito de Le Sud-Ouest.

## Origem do nome
Jean-Batiste Arthur Angrignon foi prefeito de St. Paul (Alberta), de 1921 a 1934. foi também membro do Comitê Executivo da cidade de Montreal de 1928 a 1930. Ele contribuiu de forma significativa para o desenvolvimento do distrito, o seu nome foi associado ao Parc Angrignon construído em 1927.

## Pontos de interesse
- Cégep André-Laurendeau
- Centre commercial Carrefour Angrignon
- Parc Angrignon
- Musée de Lachine